# Хромел
Хрòмел, рòмел, холомèр, лòмер, ръ̀чница, ръ̀жница е ръчна мелница от камък.
Най-старата като тип запазена форма на хромел е трахалницата в Смолянско и Златоградско – зърното се поставя върху каменна плоча и се стрива с тежък овален камък. По-развитата форма на хромел е от два еднакви кръгли и плоски от едната страна камъка, поставени един върху друг допрени с плоските си повърхности, съединени по средата със свързващо устройство (вертикална ос) и оградени с дъски, за да не се разпилява зърното. Долният камък е неподвижен, а горният е снабден с къса дървена дръжка. Има хромели с по-сложен механизъм за по-едро и по-ситно смилане, при който свързващата ос се повдига и отпуска и горният камък по-слабо или по-плътно приляга към долния.
Наименованието „хромел“ носи и грънчарски инструмент за мелене на пясък с подобна конструкция.